# John Leveson-Gower, I conte Gower
John Leveson-Gower, I conte Gower (10 agosto 1694 – 25 dicembre 1754), è stato un nobile e politico inglese.

## Biografia
Era il figlio di John Leveson-Gower, I Barone di Gower (7 gennaio 1674 - 31 agosto 1709) e di sua moglie Lady Catherine Manners (19 maggio 1675 - 7 marzo 1722). I suoi nonni materni erano John Manners, I duca di Rutland e Catherine Wriothesley Noel, figlia di Baptist Noel, III visconte di Campden. Studiò alla Westminster School prima di entrare al Christ Church College di Oxford nel 1710.

## Carriera politica
Fu Lord del Sigillo Privato tra il 1742 e il 1743 e tra il 1744 e il 1754. Nel 1742, è stato nominato al Consiglio della Corona e l'8 luglio 1746 è stato creato visconte Trentham e conte di Gower. Nel 1739, è diventato un fondatore del London 's Foundling Hospital.

## Matrimoni

### Primo Matrimonio
Sposò, il 13 marzo 1711/12, Lady Evelyn Pierrepont (6 settembre 1691 - 26 giugno 1729), figlia di Evelyn Pierrepont, I duca di Kingston-upon-Hull, e della sua prima moglie Feilding Lady Mary. Ebbero undici figli:
- John Leveson-Gower (28 novembre 1712 - 15 luglio 1723);
- Lady Gertrude Leveson-Gower (15 febbraio 1714/1715 - 1º luglio 1794), sposò John Russell, IV duca di Bedford, ebbero figli;
- William Leveson-Gower (17 febbraio 1715/1716 - 4 aprile 1739);
- Lady Mary Leveson-Gower (30 ottobre 1717 - 30 aprile 1778), sposò Sir Richard Wrottesley, VII Baronetto, ebbero figli;
- Lady Frances Leveson-Gower (12 agosto 1720 - 1788), sposò John Philip Sackville, ebbero figli;
- Granville Leveson-Gower, I marchese di Stafford (4 agosto 1721 - 26 ottobre 1803);
- Lady Elizabeth Leveson-Gower (20 gennaio 1723/1724 - 28 aprile 1784), sposò John Waldegrave, III conte di Waldegrave, ebbero figli;
- Lady Evelyn Leveson-Gower (26 gennaio 1724/1725 - 14 aprile 1763), sposò John Fitzpatrick, I conte di Ossory, ebbero figli;
- Richard Leveson-Gower (30 aprile 1726 - 19 ottobre 1753);
- Catherine Leveson-Gower (nata e morta nel 31 maggio 1727);
- Diana Leveson-Gower (31 maggio 1727-1737).

### Secondo Matrimonio
Sposò, il 31 ottobre 1733, Penelope Stonhouse (?-19 agosto 1734), figlia di Sir John Stonhouse, VII Baronetto. Ebbero una figlia:
- Penelope Leveson-Gower (circa giugno 1734 - 26 febbraio 1742).

### Terzo Matrimonio
Sposò, il 16 maggio 1736, Lady Mary Tufton, figlia di Thomas Tufton, VI conte di Thanet e vedova di Anthony Grey, conte di Harold. Ebbero due figli:
- Thomas Leveson-Gower (23 agosto 1738-?);
- John Leveson-Gower (11 luglio 1740 - 28 agosto 1792), sposò Frances Boscawen, figlia dell'ammiraglio Edward Boscawen, ebbero figli.

| Controllo di autorità | VIAF (EN) 8037172822074712920004 · LCCN (EN) no2024105820 |